# Ryan Robbins (aktor)
Ryan Robbins, właśc. Ryan John Currier (ur. 26 listopada 1972 w Victorii) – kanadyjski aktor filmowy i telewizyjny.

## Życiorys
Jego przybraną siostrą jest aktorka Tanja Reichert. Dwukrotnie żonaty z aktorkami. Jego pierwszą żoną, w latach 2002 – 2010,  była Rebecca Reichert, z którą ma córkę. Od 2014 jest mężem Karyn Michelle Baltzer z którą również ma jedno dziecko.

## Filmografia

### Filmy
- 2003: Zapłata jako mąż
- 2004: Z podniesionym czołem jako Travis
- 2004: Kobieta-Kot jako barman
- 2006: Drobnostka zwana morderstwem jako mały Shawn
- 2008: Ocaleni jako Dean
- 2010: Reset jako George Weaver
- 2010: Apollo 18 jako John Grey
- 2016: Warcraft: Początek jako Karos
- 2016: Spectral jako sierżant Comstock
- 2017: Chata jako Emil Ducette

### Seriale
- Szpital „Królestwo” jako Dave Hooman
- Gwiezdne wrota: Atlantyda jako Ladon Radim
- Battlestar Galactica jako pułkownik
- Sanctuary jako Henry Foss
- Wrogie niebo jako Tector Murphy
- Ascension jako Duke Vanderhaus

Ponadto gościnnie występował w takich serialach jak: Arrow, Dawno, dawno temu, Hell on Wheels: Witaj w piekle, Millennium (serial telewizyjny), Po tamtej stronie, Republika Doyle’ów, Tajemnice Smallville, Z Archiwum X.

## Nagrody
Robbins pięciokrotnie zdobywał nagrodę Leo Awards i ośmiokrotnie był do niej nominowany.